# Abdul Hadi al-Majali
Abdul Hadi al-Majali (28 de junho de 1934 - 10 de fevereiro de 2021) foi um político da Jordânia, que serviu como presidente do Parlamento da Jordânia de 1998 a 2009. Ele também serviu como Embaixador da Jordânia nos Estados Unidos de 1981 a 1985 e Ministro de Obras Públicas e Habitação de 1995 a 1996. Al-Majali foi eleito pela primeira vez para o Parlamento da Jordânia em 1993 e serviu até 2010.
Al-Majali morreu devido a COVID-19 durante a pandemia de COVID-19 na Jordânia.